# Um Marido Barra-Limpa
Um Marido Barra-Limpa é um filme brasileiro do gênero comédia, realizado em 1967, em preto e branco e dirigido por Luís Sérgio Person. O filme foi baseado na peça teatral intitulada "O Grande Marido", de autoria de Eurico Silva.

## Enredo
Um quatrocentão paulistano vive a defender os bons costumes e a moral da sua família mas, na verdade, tem uma vida dupla, com duas amantes fora do casamento. Temeroso de que vai morrer, ele revela, para a ira da família, a existência das amantes.

## Elenco
- Ronald Golias
- Machadinho
- Maria Vidal
- Meire Nogueira
- Luís Sérgio Person
- Américo Taricano